# Sven Otto Creutz
Sven Otto Creutz, född 9 augusti 1844 i Björkö socken, Jönköpings län, död 1 april 1900 i Mariefred, var en svensk orgelbyggare och instrumentmakare i Mariefred. Han byggde mindre orglar i Mellansverige.

## Biografi
Sven Otto Creutz föddes 9 augusti 1844 i Björkö socken. Creutz var son till husaren Johan Peter Nilsson Creutz och Stina Johansdotter. De var bosatta på husartorpet Strömmen under Nömme. 1866 flyttade Creutz till Stockholm.

## Lista över orglar
| År   | Ursprunglig kyrka   | Stift     | Bild | Manualer | Pedal        | Stämmor | Bevarad orgel/fasad | Övrigt |
| ---- | ------------------- | --------- | ---- | -------- | ------------ | ------- | ------------------- | --- |
| 1891 | Överselö kyrka      | Strängnäs |      |          |              |         |                     | Renovering. |
| 1892 | Blacksta kyrka      | Strängnäs |      | 1        | Självständig | 6       | Ja/Ja               | Creutz satte 1892 upp en orgel byggd 1858 av Per Larsson Åkerman, Stockholm. Orgeln hade tidigare stått på Strängnäs läroverk. När orgeln sattes upp i kyrkan fick den ny fasad. Orgeln renoverades 1965 av Magnus Fries, Sparreholm. |
| 1895 | Husby-Oppunda kyrka | Strängnäs |      | 1        | Bihängd      | 7       | Ja/Ja               | Orgeln var byggd 1852 av Anders Vilhelm Lindgren, Stockholm. 1899 renoverades och ombyggdes orgeln av Creutz. |
|      | Väskinde kyrka      | Visby     |      |          |              |         |                     | Hemorgel. Den står nu i Stenkumla baptistkapell, Gotland. |